# Shelbyville, Kentucky
Shelbyville är administrativ huvudort i Shelby County i Kentucky. Orten har fått sitt namn efter Isaac Shelby. Enligt 2010 års folkräkning hade Shelbyville 14 045 invånare.